# Acanthophyes kenyensis
Acanthophyes kenyensis är en insektsart som beskrevs av Capener 1972. Acanthophyes kenyensis ingår i släktet Acanthophyes och familjen hornstritar. Inga underarter finns listade i Catalogue of Life.